# Montenegrinische Volleyballnationalmannschaft der Frauen
Die montenegrinische Volleyballnationalmannschaft der Frauen ist eine Auswahl der besten montenegrinischen Spielerinnen, die den Odbojkaški Savez Crne Gore bei internationalen Turnieren und Länderspielen repräsentiert.

## Geschichte
Montenegrinische Mannschaften nehmen seit der Unabhängigkeit 2006 an internationalen Wettbewerben teil. Zuvor waren die Volleyballspielerinnen Teil der jugoslawischen Nationalmannschaft und zuletzt in einem gemeinsamen Team von Serbien und Montenegro.

### Weltmeisterschaften
Montenegro konnte sich bisher noch nie für eine Volleyball-Weltmeisterschaft qualifizieren. Bei der Qualifikation zur WM 2018 gewann die Mannschaft nur ein Spiel.

### Olympische Spiele
Montenegro nahm noch nie an einem olympischen Volleyballturnier teil.

### Europameisterschaften
An einer Volleyball-Europameisterschaft nahm Montenegro bisher nicht teil. In der Qualifikation für die EM 2017 erreichte die Mannschaft die zweite Runde und schaffte dort zwei Siege, schied aber als Gruppendritter aus.

### World Cup
Am Volleyball World Cup war Montenegro bisher nicht beteiligt.

### World Grand Prix
Auch der Volleyball World Grand Prix fand bisher ohne Montenegro statt.

### Europaliga
Montenegro nahm bei der Europaliga 2016 erstmals am Wettbewerb teil. In der Vorrundengruppe war die Mannschaft punktgleich mit Spanien und Frankreich, schied aber als Gruppenletzter aus. 2017 nimmt Montenegro erneut teil.